# Semana (Colômbia)
A revista Semana foi fundada en 1946 por Alberto Lleras Camargo, depois de finalizar  seu primeiro mandato como presidente da Colômbia. Historicamente  teve  uma trajetória liberal. 
Atualmente, é considerada  anti-governista e crítica do governo de Álvaro Uribe Vélez e seu director é Alejandro Santos Rubino.